# Aleksej Evseev
Aleksej Vital'evyč Evseev (in russo Алексей Витальевич Евсеев?; traslitterazione anglosassone: Aleksei Vitalyevich Yevseyev; 30 marzo 1994) è un calciatore russo, centrocampista della Dinamo San Pietroburgo.

## Caratteristiche tecniche
Interno di centrocampo, può adattarsi a giocare anche da mediano o da trequartista.

## Carriera

### Club
Il 22 luglio 2012 esordisce ufficialmente in campionato subentrando a Sergej Semak al 91' nella sfida contro l'Amkar Perm' (2-2). Gioca per anni nella seconda squadra dello Zenit: il 22 agosto 2014, realizza 3 degli 11 gol con i quali lo Zenit-2 sconfigge il Solaris in una sfida di terza divisione nazionale.

### Nazionale
Ha giocato nelle nazionali giovanili russe Under-19 ed Under-21.

## Palmarès

### Club

#### Competizioni nazionali
- Coppa di Russia: 1

Zenit San Pietroburgo: 2015-2016
- Supercoppa di Russia: 1

Zenit San Pietroburgo: 2016